# باتمان: قناع الوهم
باتمان: قناع الوهم (بالإنجليزية: Batman: Mask of the Phantasm)‏ هو فيلم رسوم متحركة خارق أمريكي صدر عام 1993، الفيلم من إخراج إريك رادومسكي وبروس تيم، وهو استمرار سينمائي قائم بذاته لـ مسلسل باتمان وأول فيلم مسرحي أصلي من إنتاج وارنر براذرز أنيميشن.
الفيلم من كتابة ألان بيرنت وباول ديني ومارتن باسكو ومايكل ريفز. أعاد كيفن كونروي، ومارك هاميل، وإفريم زيمباليست الابن، وبوب هاستينغز، وروبرت كوستانزو أدوارهم من سلسلة الرسوم المتحركة، وانضم إليهم دانا ديلاني، وهارت بوتشنر، وستيسي كيتش، وأيب فيغودا، وديك ميلر، وجون بي. ريان. تتبع هذه القصة باتمان بينما يتصالح مع عشيقته السابقة أندريا بومونت، ويواجه حارسًا غامضًا يقتل قادة الجريمة في مدينة غوثام، الذين ارتبطوا جميعاً بشكل غير مباشر مع بداية باتمان لحملته ضد الجريمة. قصة الفيلم مستوحاة من امتداد لقصة مايك دبليو. بار «باتمان: السنة الثانية»، ولكنها تتضمن عدوًا أصليًّا، وهو فانتاسم، بدلاً من ريبر، كما أنها تستعير أيضًا عناصر من «باتمان: السنة الأولى».
كان من المقرر في الأصل إصدار فيلم فيديو مباشر، وأعطت شركة وارنر برذرز الفيلم إصداراً مسرحياً، مما كثف إنتاجه في جدول زمني شاق مدته ثمانية أشهر. صدر الفيلم من خلال استوديو فاميلي إنترتيمنيت في 25 ديسمبر 1993 لمجموعة من النقاد الذين أشادوا بالرسوم المتحركة والعروض الصوتية والقصة والموسيقى.
بسبب قرار إصداره في المسارح بوقت قصير، فشل الفيلم في شباك التذاكر، إلا أنه نجح من الناحية المالية بعد إصداره على وسائل الإعلام المنزلية، وقد أدى نجاحه إلى ظهور سلسلتين خاصتين بالفيديو المباشر، وهما دكتور فريز الشرير وباتمان في عام 1998، وباتمان: لغز المرأة الوطواط في عام 2003. كان الفيلم هو فيلم باتمان الرسوم المتحركة الوحيد الذي حصل على إصدار مسرحي، حتى الإصدار المحدود من فيلم  باتمان: النكتة القاتلة في عام 2016.

## روابط خارجية
- باتمان: قناع الوهم على موقع IMDb (الإنجليزية)
- باتمان: قناع الوهم على موقع ميتاكريتيك (الإنجليزية)
- باتمان: قناع الوهم على موقع روتن توميتوز (الإنجليزية)
- باتمان: قناع الوهم على موقع نتفليكس (الإنجليزية)
- باتمان: قناع الوهم على موقع قاعدة بيانات الأفلام العربية
- باتمان: قناع الوهم على موقع ألو سيني (الفرنسية)
- باتمان: قناع الوهم على موقع Turner Classic Movies (الإنجليزية)
- باتمان: قناع الوهم على موقع أول موفي (الإنجليزية)
- باتمان: قناع الوهم على موقع بوكس أوفيس موجو (الإنجليزية)
- باتمان: قناع الوهم على موقع فيلمافينيتي (الإسبانية)